# Contao
Contao es una aldea del sur de Chile que se encuentra en la comuna de Hualaihué, Región de los Lagos. Se ubica en la Carretera Austral junto al río homónimo, a 60 km al sur de Puerto Montt y a 45 km de Hornopirén. Según el censo de 2017 tiene 671 habitantes.
La localidad cuenta con una posta rural, servicios de alojamiento y servicio de teléfono público. Además, cuenta con el aeródromo Contao.

## Etimología
De acuerdo al Glosario etimológico originario de Pedro Armengol Valenzuela, «Contao» es una palabra mapuche cuya traducción sería ‘junta de aguas’, de co, ‘agua’, y thaun, ‘junta’.

## Historia
Contao fue un antiguo aserradero y puerto maderero.
Uno de los sucesos más importantes para la historia de la aviación en Chile y Sudamérica ocurrió el 11 de diciembre de 1916, cuando el piloto David Fuentes Soza, a bordo de su monoplano biplaza Bleriot, apodado «Talcahuano», despegó de Ancud llevando a un pasajero y un pequeño paquete que contenía varias cartas, entre las que se encontraba una del alcalde de Ancud dirigida al alcalde de Puerto Montt para celebrar esta hazaña que uniría directamente a Chiloé con Puerto Montt en el continente. Sin embargo, por razones de vientos, falta de visibilidad y combustible el piloto y su pasajero se vieron obligados a aterrizar en una playa de la localidad de Contao frente a un aserradero de alerce, tras cargar combustible y almorzar, continuaron su viaje hacia Puerto Montt al día siguiente, siendo éste el primer raid que unía a la Isla Grande de Chiloé con tierra firme por vía aérea, según consta en un diario de la época y la primera vez que se realizaba transporte de correo aéreo en Sudamérica.
Durante la década de 1960, la aldea tuvo su apogeo con la llegada de la empresa Bosques e Industrias Madereras (BIMA), que explotó el alerce de manera industrial a gran escala. El gobierno de la Unidad Popular y la posterior declaración en 1976 del alerce como monumento natural y la prohibición de cortarlo —medida impulsada por la dictadura militar—, terminaron con esta industria.
En 2014 hizo noticia debido a un conflicto producido por el traslado del único médico a la localidad de Hornopirén, ubicada a 50 kilómetros de distancia.

## Conectividad
Desde Contao se puede continuar hacia el sur por la Ruta CH-7 Carretera Austral y atravesar la península con paisajes cubiertos de bosques y con vistas hacia el Cerro La Silla y el volcán Apagado, pasando por las localidades de El Cisne y El Varal, distante a 32 kilómetros, que tiene una excelente vista hacia la ensenada de Hualaihué.
La otra opción es continuar por la «Ruta costera», un camino ripiado que permite conocer caletas de pescadores y localidades como La Poza, Quildaco Bajo, Caleta Aulen, Tentelhue, lugar donde termina el seno de Reloncaví y comienza el golfo de Ancud, para continuar por Chauchil y Lleguimán. Después sigue el cerro La Silla; existe un desvío en el camino que lleva hasta Hualaihué Puerto y tres kilómetros más adelante, en el sector de El Varal, el camino se une nuevamente con la Carretera Austral.